# Inga enterolobioides
Inga enterolobioides är en ärtväxtart som beskrevs av Terence Dale Pennington. Inga enterolobioides ingår i släktet Inga och familjen ärtväxter. IUCN kategoriserar arten globalt som akut hotad. Inga underarter finns listade i Catalogue of Life.